# Mogadiš
Mogadiš (također Mogadishu, Mogadisho, somalski: Muqdisho, arap.: مقديشو‎ Maqadīshū, Maqdišu; tal.: Mogadiscio) je glavni grad države Somalije.
Jedna je od prvih arapskih naseobina na obalama istočne Afrike. Do 16. stoljeća to je čvorište karavanskih putova i središte intenzivne trgovine proizvodima iz somalskog i etiopskog zaleđa. Sačuvane su stare trgovačke četvrti. Industrije su prehrambena, bezalkoholnih pića, kožna i tekstilna. Izvoze se banane, krzno, koža i guma.
Postoji međunarodna zračna luka.

## Povijest
Mogadiš je nastao oko 900. godine kao arapska trgovačka postaja. Tijekom srednjega vijeka bio je najvažnija trgovačka postaja Roga Afrike. U njega su dolazili trgovci iz južne i istočne Azije (poznat je posjet kineskog pomorca Zheng Hea 1430. godine). Grad su posjetili i Portugalci. 1269. je sagrađena poznata džamija Fakr ad-Din.
Mogadiš je sve do 19. st. bio samostalan grad kojim su vladali sultani (Sultanat Yaaquub). Godine 1871. grad je zauzeo sultan iz Zanzibara i sagradio palaču Garesa za lokalnu administraciju. Zanzibarski sultan je prodao Mogadiš Talijanima koji su ga organizirali kao glavni grad kolonije Talijanska Somalija. Tijekom talijanske vlasti Mogadiš se razvio kao moderni trgovački centar i u njemu je živjelo oko 10.000 Talijana. U Drugome svjetskom ratu Mogadiš su okupirali Englezi, koji su studenoga 1949. vlast predali Ujedinjenim narodima. Od 1949. do 1960. Mogadiš je bio glavni grad UN-ova skrbničkog teritorija pod talijanskom upravom.
Godine 1960. Somalija je stekla nezavisnost i Mogadiš je postao njezin glavni grad. Do 1991. je čvrstom rukom vladao diktator Mohammed Siad Barre. Nakon njegovoga svrgavanja je Somalija utonula u kaos i državu su rascjepkali brojni ratni vođe koji međusobno ratuju. Mnoge borbe se vode i za Mogadiš gdje često razni ratni vođe kontroliraju različite dijelove grada. Godine 1992. su Sjedinjene Američke Države izvele vojnu intervenciju pod okriljem UN-a s ciljem uspostave mira, ali su se brzo morale povući, a Somalija je utonula u još veći kaos. Gradom su 2006. zavladali islamisti koji su donijeli mir, ali su podržavali svjetske terorističke vođe, pa su zapadne sile pomogle etiopsku vojsku koja je početkom 2007. zauzela Mogadiš i protjerala islamiste. U gradu je uspostavljena privremena somalska vlada koju podržava Zapad.

## Zemljopis
Mogadiš je smješten na istočnoj obali Afrike, na obali Indijskog oceana. U zaleđu grada teče rijeka Šebele koja dolazi do 30 km od obale oceana, ali se u njega tamo ne ulijeva nego teče prema jugozapadu. Na obali oceana postoje brojne pješčane plaže i koraljni grebeni. Klima je stepska bez padalina zimi, ali ljeti padne određena količina padalina. Temperature su podjednake tokom cijele godine (25-300C).

## Znamenitosti
Mogadiš je zadnjih 20 godina prilično nastradao u ratovima i nije siguran za turistički posjet, te ima malo znamenitosti. Zanimljivi su ostaci starog grada sa srednjovjekovnom tvrđavom. U gradu postoje brojne džamije od kojih su neke u novije vrijeme obnovljene arapskim kapitalom. Zanimljiva je velika otvorena tržnica Bakaara Market oko koje postoje suvremena poslovna sjedišta različitih poduzeća.

## Vanjske poveznice
- Gradski portal Mogadishua  Arhivirana inačica izvorne stranice od 8. svibnja 2019. (Wayback Machine)